# Гудар
Гудар (ісп. Gúdar) — муніципалітет в Іспанії, у складі автономної спільноти Арагон, у провінції Теруель. Населення — 84 особи (2010).
Муніципалітет розташований на відстані близько 250 км на схід від Мадрида, 34 км на схід від міста Теруель.

## Демографія
Динаміка населення (INE ):